# العلاقات الكندية الناوروية
العلاقات الكندية الناوروية هي العلاقات الثنائية التي تجمع بين كندا وناورو.

## مقارنة بين البلدين
هذه مقارنة عامة ومرجعية للدولتين:
| وجه المقارنة                                              | كندا                     | ناورو                          |
| --------------------------------------------------------- | ------------------------ | ------------------------------ |
| المساحة (كم2)                                             | 9.98 مليون               | 21                             |
| عدد السكان (نسمة)                                         | 35.70 مليون              | 10.08 ألف                      |
| الكثافة السكانية (ن./كم²)                                 | 3.58                     | 48.00 ألف                      |
| العاصمة                                                   | أوتاوا                   | ضاحية يارين                    |
| اللغة الرسمية                                             | لغة إنجليزية، لغة فرنسية | اللغة الناورونية، لغة إنجليزية |
| العملة                                                    | دولار كندي               | دولار أسترالي                  |
| الناتج المحلي الإجمالي (بليون دولار)                      | 1.65 تريليون             | 113.88 مليون                   |
| الناتج المحلي الإجمالي (تعادل القوة الشرائية) بليون دولار | 1.59 تريليون             | 162.98 مليون                   |
| الناتج المحلي الإجمالي الاسمي للفرد دولار أمريكي          | 43.25 ألف                | 9.83 ألف                       |
| الناتج المحلي الإجمالي للفرد دولار أمريكي                 | 45.07 ألف                |                                |
| مؤشر التنمية البشرية                                      | 0.913                    |                                |
| رمز المكالمات الدولي                                      | +1                       | +674                           |
| رمز الإنترنت                                              | .ca                      | .nr                            |
| المنطقة الزمنية                                           |                          | ت ع م+12:00                    |

## منظمات دولية مشتركة
يشترك البلدان في عضوية مجموعة من المنظمات الدولية، منها:
| علم المنظمة | اسم المنظمة                   | تاريخ انضمام كندا | تاريخ انضمام ناورو |
| ----------- | ----------------------------- | ----------------- | ------------------ |
|             | منظمة حظر الأسلحة الكيميائية  | ?                 | ?                  |
|             | الأمم المتحدة                 | 9 نوفمبر 1945     | 14 سبتمبر 1999     |
|             | الاتحاد الدولي للاتصالات      | 1 يوليو 1908      | 10 يونيو 1969      |
|             | منظمة الشرطة الجنائية الدولية | ?                 | ?                  |
|             | الاتحاد البريدي العالمي       | ?                 | ?                  |
|             | بنك التنمية الآسيوي           | 1966              | 1991               |
|             | يونسكو                        | 4 نوفمبر 1946     | 17 أكتوبر 1996     |
|             | دول الكومنولث                 | ?                 | ?                  |

## وصلات خارجية
- موقع وزارة الخارجية الكندية